# Marthe Le Rochois

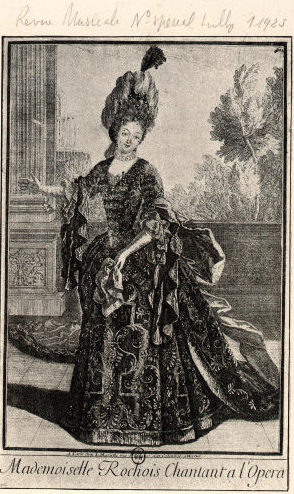
La Rochois

Marthe Le Rochois, eller Marie Le Rochois, född 1658, död 1728 i Paris, var en fransk operasångerska och skådespelare. Hon betraktades som den ledande operasångerskan i Frankrike under sin karriär. Hon är känd som uttolkaren av Lullys skådespel.   
Le Rochois ska ha blivit född i en välbärgad familj i Caen, men blivit sångerska eftersom hon tvingades försörja sig själv. Hon anställdes vid  Académie Royale de Musique i Paris 1678 och var aktiv där i tjugo år fram till 1698. Hon hade ett gott samarbete med Lully, som betraktade henne som en idealisk artist, och har blivit berömd för sina roller i hans skådespel: bland hennes roller fanns Proserpine (1680), Persée (1682), Armadis (1684), Roland (1685) och Armide (1686). Hon avslutade sin karriär 1698 och levde sedan på en pension från Operan och en från Lully, och delade sin tid mellan sitt lantställe och sin våning i Paris, där hon höll salong för operavärlden. 
Le Rochois utbildade många elever, av vilka den mest berömda var Marie Antier (1687-1747), som blev premiäraktris 1720 och hovsångerska 1721 och hade en framgångsrik karriär i 30 år.